# Avishai Cohen

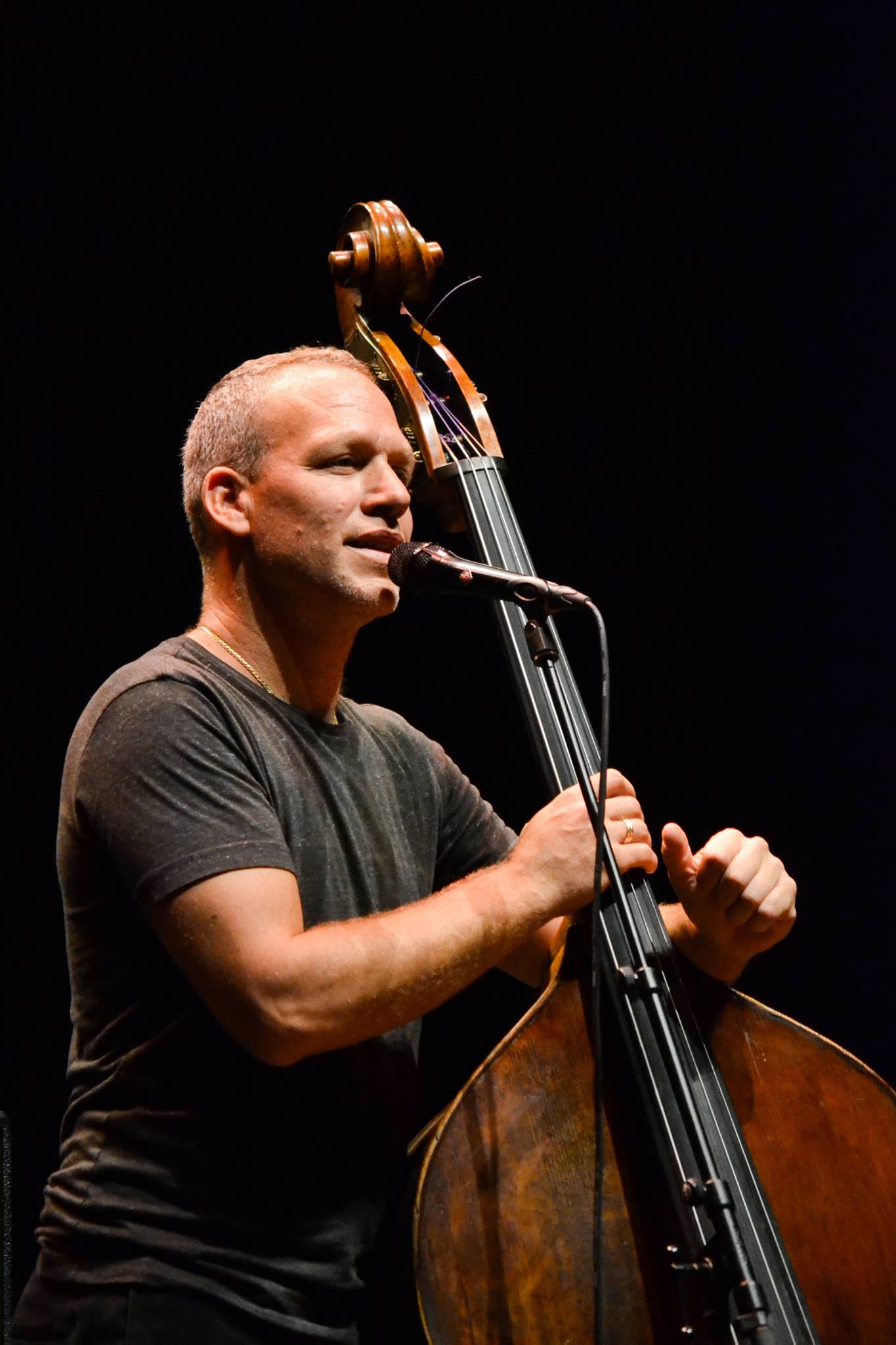
Avishai Cohen i Uppsala, 2015

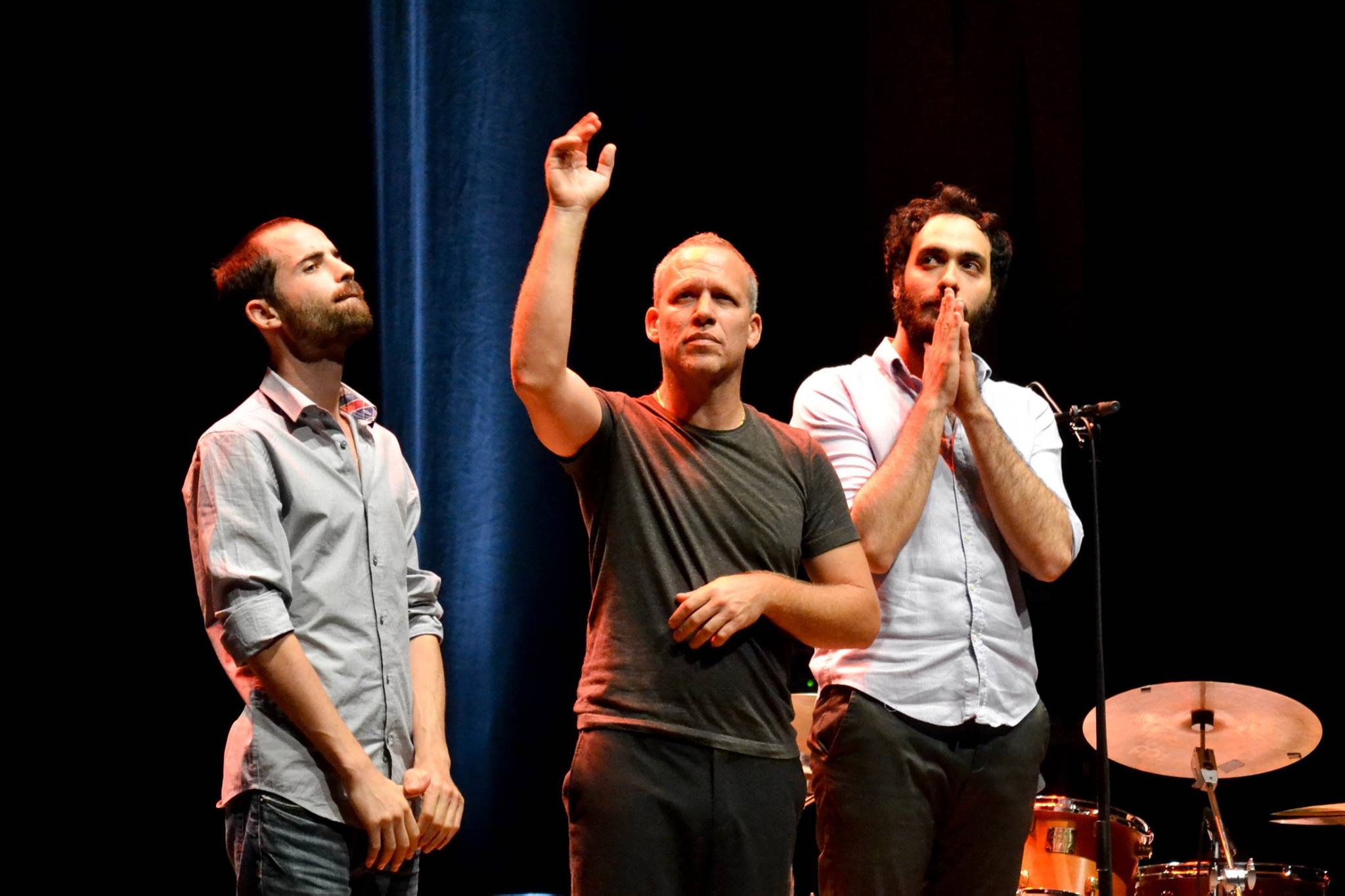
Avishai Cohen Trio i Uppsala, 2015

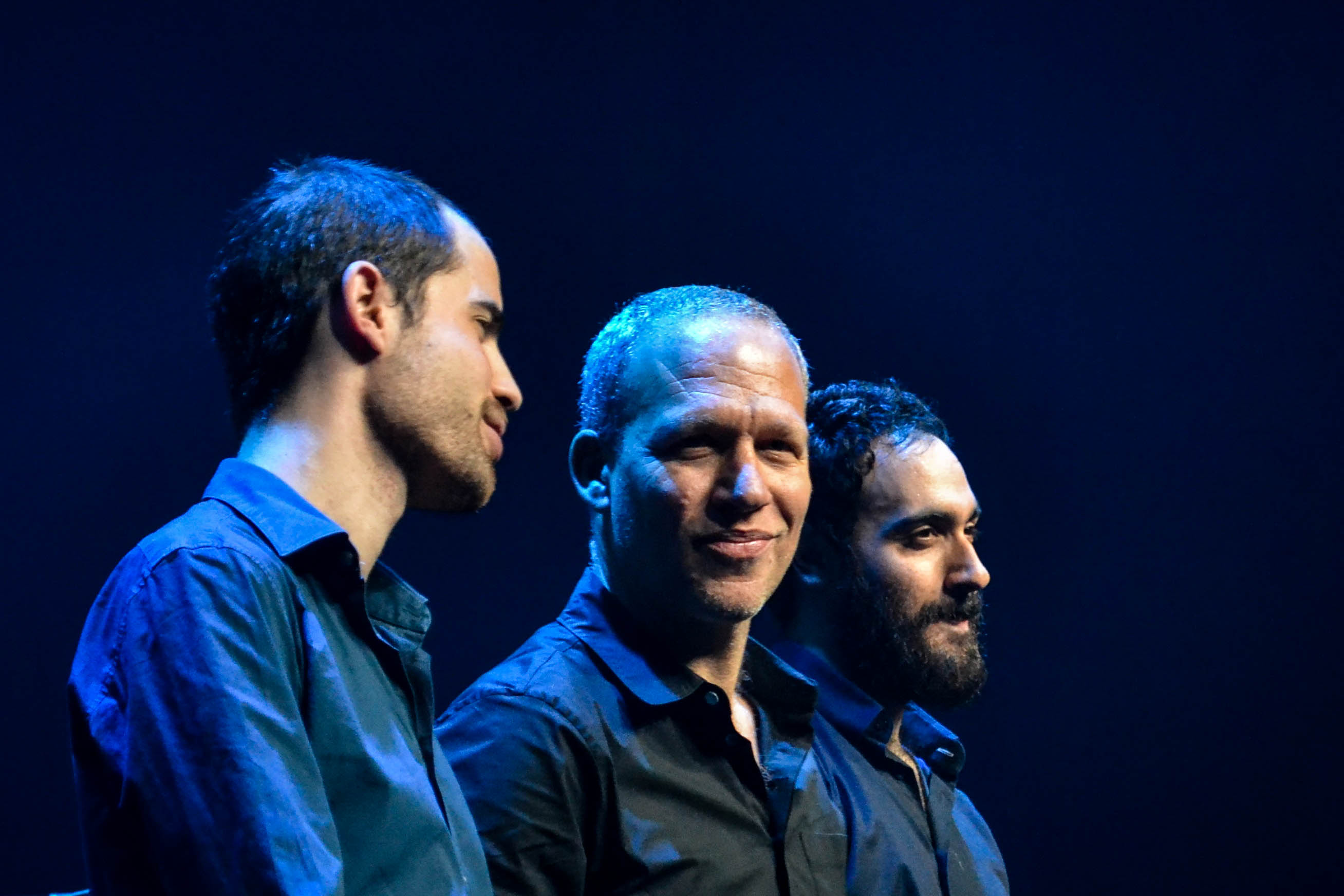
Avishai Cohen, Nitai Hershkovits (piano) och Daniel Dor (drums), Umeå Jazz Festival, 2014

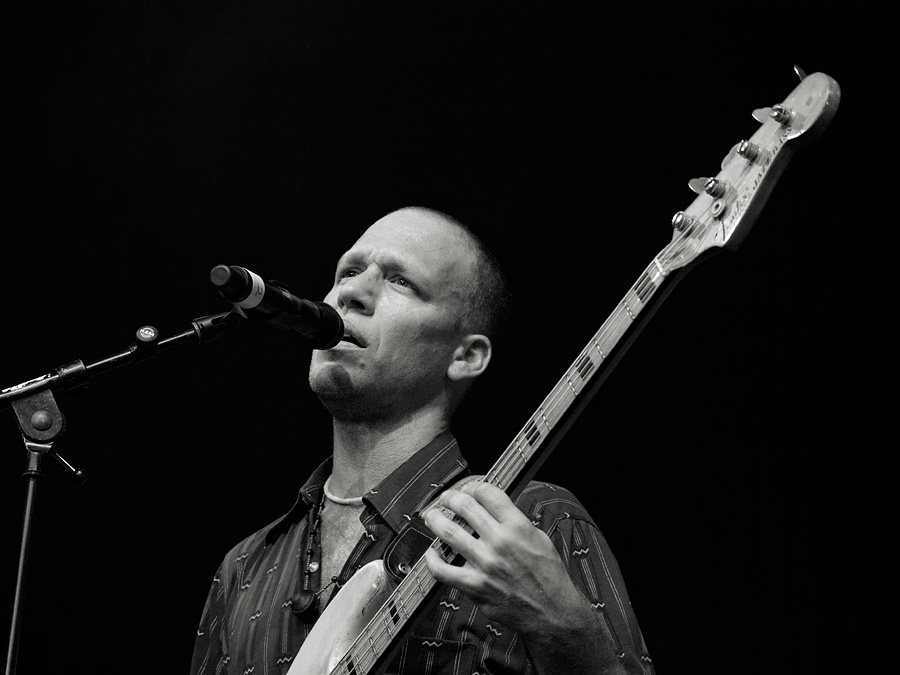
Avishai Cohen, Moers Festival 2008.

Avishai Cohen (אבישי כהן) (född 20 april 1970 i Kibbutz Kabri i Israel) är en israelisk jazzbasist, kompositör och sångare.

## Biografi
Avishai växte upp i en musikalisk familj vid Kibbutz Kabri i norra Israel. Han började spelade piano vid 9 års ålder, men bytte till elbas vid 14 års ålder, inspirerad av den legendariske basisten Jaco Pastorius. Senare, efter att ha spelat i ett band i israeliska försvaret (IDF) i två år, började han studera med maestro Michael Klinghoffer. Två år senare flyttade Avishai till New York och lärde där känna andra jazzmusiker. I början av sin tid där var kämpig, och han jobbade bland annat i byggbranschen. Enligt Avishai var det första året i Amerika det allra svåraste i hans liv, och han tvingades spela bas på gator, i tunnelbanan och i parker. Han studerade musik vid Mannes College The New School for Music, och efter att ha spelat latin jazz i några band under studentåren ombads Avishai av pianisten Danilo Pérez att gå med i dennes band.

## Genombrott
Efter en lång period av uppträdanden på små klubbar, så fick Avishai ett samtal från jazzpianisten Chick Corea och erbjöds ett skivkontrakt. År 1996 blev Avishai en grundande medlem av Coreas sextett "Origin", och hans första fyra album släpptes därför under Coreas skivbolag Stretch. Cohen uppträdde i Coreas band så sent som 2003, när han lämnade "Chick Corea New Trio"; han uppträder nuförtiden istället med sitt eget band, the Avishai Cohen Trio (med Mark Guiliana från New Jersey på trummor och israeliske Shai Maestro på pianot). Hans senare album har släppts med detta band.
Avishai Cohen har flera gånger sagt att han har "en kärleksaffär med Sverige". Flera av hans senaste album har han spelat in i Göteborg, i Lars Nilssons studio Nilento  Flera gånger har Avishai Cohen uppträtt i Sverige; genombrottet kom under Stockholm Jazz Festival 2006.
Förutom Corea så har Avishai spelat med flera kända jazzprofiler såsom Bobby McFerrin, Roy Hargrove, Herbie Hancock, Kurt Rosenwinkel, Nnenna Freelon och Paquito D'Rivera. Andra medarbetare inkluderar Claudia Acuña (Wind from the South, 2000), Alicia Keys (studio recording) och London samt Israel Philharmonic Orchestra och deras konserframträdanden. Avishai Cohen har kallats "otvivelaktigt den mest framgångsrike" i Israels jazzexport av The Jerusalem Post, en "jazzvisionär av globala proportioner" av Down Beat, "en av de 100 viktigaste kontrabasspelarna under 1900-talet av tidningen Bass Player, och "en stor kompositör" och "en genial musiker" av Chick Corea själv.

## Musik
Avishai Cohens sound kan beskrivas som en mix av musik från Mellanöstern, Östeuropa och afro-amerikansk tradition.

## Album
- Adama (1998)
- Devotion (1999)
- Colors (2000)
- Unity (2001)
- Lyla (2003)
- At Home (2004)
- Continuo (2006)
- As is...Live at the Blue Note (2007)
- Gently Disturbed (2008)
- Sha'ot Regishot (2008) (in Hebrew: Sensitive hours)
- Aurora (2009)
- Seven Seas (2011)
- Duende (2012)
- Almah (2013)
- From Darkness (2015)
- 1970 (2017)
- Shifting Sands (2022)